# 日本生命済生会付属日生看護専門学校
日本生命済生会付属日生看護専門学校（にっぽんせいめいさいせいかいふぞくにっせいかんごせんもんがっこう）は、財団法人日本生命済生会が運営する大阪市西区にある専修学校。生徒募集を停止となり、廃校。

## 沿革
- 1932年 日生病院付属看護婦養成所として設置
- 1960年 財団法人日本生命済生会付属高等看護学院となる
- 1978年 専修学校となり現校名に変更
- 2005年 生徒募集停止

## 所在地
- 〒550-0012 大阪市西区立売堀6丁目5番15号

最寄り駅は、大阪市営地下鉄中央線阿波座駅・長堀鶴見緑地線西長堀駅